# Salavas
Salavas – miejscowość i gmina we Francji, w regionie Owernia-Rodan-Alpy, w departamencie Ardèche.
Według danych na rok 1990 gminę zamieszkiwały 402 osoby, a gęstość zaludnienia wynosiła 23 osoby/km² (wśród 2880 gmin regionu Rodan-Alpy Salavas plasuje się na 1232. miejscu pod względem liczby ludności, natomiast pod względem powierzchni na miejscu 625.).

## Populacja

Populacja Salavas w latach 1962-2008